# Vila Cã
Vila Cã is een plaats (freguesia) in de Portugese gemeente Pombal en telt 1 725 inwoners (2001).